# Nationales chinesisches Seidenmuseum
Das Nationale chinesische Seidenmuseum (chinesisch 中国丝绸博物馆, Pinyin Zhongguo sichou bowuguan, englisch China National Silk Museum) befindet sich am Südufer des Westsees in Hangzhou, Provinz Zhejiang, Volksrepublik China. Es wurde 1992 eröffnet. Das Museum widmet sich allen Aspekten der Seide. Es besitzt eine der umfangreichsten Sammlungen aus der über 5000jährigen Geschichte der Seide und ist das größte seiner Art. 